# Charles Haddon Spurgeon
Charles Haddon Spurgeon (Kelvedon, Essex, Engleska, 19. lipnja 1834. – 31. siječnja 1892.) bio je najpoznatiji baptistički propovjednik.